# Amangeldi Muraliev
Amangeldy Moursadykovitch Mouraliev (en cyrillique : Амангельды Мурсадыкович Муралиев) (né le 7 août 1947) est un homme d'État kirghiz, ancien premier ministre de la République kirghize.

## Biographie
Mouraliev suit une trajectoire classique dans l'appareil du parti communiste kirghiz. Il atteint en 1988 le poste de « secrétaire général du comité exécutif du conseil des députés du peuple ». Ce titre signifie que Mouraliev était maire de la capitale Frounzé (ancien nom de Bichkek). Il garde ce poste jusqu'à  l'indépendance en 1991 et est ministre de l'Économie et des Finances de 1991 à 1992. De 1993 à 1994, Mouraliev est secrétaire général du Comité d'État sur l'Économie, puis secrétaire général du Fonds de propriété publique de 1994 à 1996. Ensuite Mouraliev accède à  des postes plus éloignés de ses compétences d'économiste : gouverneur de la province d'Och de 1996 à 1999, puis premier ministre du 13 avril 1999 au 21 décembre 2000 avant d'être remplacé par Kourmanbek Bakiev.
De 2001 à 2004, Mouraliev est président de la Bourse kirghize.